# ベストヒット☆SMA-Song Meets Audience-
「ベストヒット☆SMA-Song Meets Audience-」（エスエムエー ソング ミーツ オーディエンス）は、2010年に開催されたSMAによる音楽イベント『ベストヒット☆SMA』のために製作されたイベントテーマソングである。
現在までにCD音源化はされておらず、公式サイトで動画が視聴できる。

## 概要
- アレンジ&プロデュース
桜井秀俊（真心ブラザーズ）
- 作詞
綾小路翔（氣志團）、小出祐介（Base Ball Bear）、国生さゆり、桜井秀俊・YO-KING（真心ブラザーズ）、土岐麻子
- 作曲
上中丈弥・久保裕行（THEイナズマ戦隊）、オカモトショウ・オカモトコウキ(OKAMOTO'S)、小出祐介（Base Ball Bear）

## SMA All Stars
Vocal
- 小出祐介 (Base Ball Bear)
- miku (Lc5)
- bird
- 土岐麻子
- オカモトシュウ (OKAMOTO'S)
- 斎藤宏介 (UNISON SQUARE GARDEN)
- YO-KING (真心ブラザーズ)
- 上中丈弥 (THE イナズマ戦隊)
- CHEMISTRY
- PUFFY
- 伊藤ふみお
- 武藤昭平 (勝手にしやがれ)
- 国生さゆり
- 綾小路翔 (氣志團)
- 秋葉正志 (ザ・ビートモーターズ)
- 八熊慎一 (SPARKS GO GO)
- 菜花知美 (detroit7)
- 渡辺大知 (黒猫チェルシー)

Guitar
- 白井良明 (ムーンライダーズ)
- 堂島孝平
- 澤竜次 (黒猫チェルシー)
- 橋本絵莉子 (チャットモンチー)
- ROLLY

Bass
- ハマオカモト(OKAMOTO'S)

Drums
- 奥田民生

keyboard
- 斎藤有太
- 金澤ダイスケ (フジファブリック)

Piano
- 渡辺シュンスケ

Cello
- 分島花音

Violin
- 宮本笑里

Saxophone
- GAMO (東京スカパラダイスオーケストラ)
- 谷中敦 (東京スカパラダイスオーケストラ)

Trombone
- 北原雅彦 (東京スカパラダイスオーケストラ)

Trumpet
- NARGO (東京スカパラダイスオーケストラ)

Chorus
- 依布サラサ
- NARUMI (オズ)
- SAWA
- 星羅
- 谷川正憲 (UNCHAIN)
- 伊藤将文 (UNCHAIN)
- 松尾昭彦 (GENERAL HEAD MOUNTAIN)

※楽器隊も全員コーラス参加